# Statistiques et records du Championnat d'Europe de football
 (juin 2024).
- Si vous ne connaissez pas le sujet, laissez ce bandeau (vous pouvez alors contacter les auteurs).
- Si vous supprimez le contenu mis en cause (vous pouvez préalablement contacter les auteurs),

argumentez précisément cette suppression dans la page de discussion
(un manque de référence n'est pas un argument ; une recherche réelle de référence doit avoir été effectuée, être formellement documentée).
Cette page regroupe différents records et statistiques en phase finale du Championnat d'Europe de football, depuis la création de l'épreuve en 1960.

## Statistiques d'équipe

### Apparitions
Il est à souligner qu'à l'instar de la Coupe du monde, chaque édition du Championnat d'Europe a vu au moins une nation n'ayant jamais participé[réf. nécessaire].
| Nombre | Équipe               | Première | Dernière | Meilleure performance    |
| ------ | -------------------- | -------- | -------- | ------------------------ |
| 14     | Allemagne            | 1972     | 2024     | Champion (3 fois)        |
| 12     | Espagne              | 1964     | 2024     | Champion (4 fois)        |
| 11     | France               | 1960     | 2024     | Champion (2 fois)        |
| 11     | Italie               | 1968     | 2024     | Champion (2 fois)        |
| 11     | Pays-Bas             | 1976     | 2024     | Champion (1 fois)        |
| 11     | Angleterre           | 1968     | 2024     | Finaliste                |
| 10     | Danemark             | 1964     | 2024     | Champion (1 fois)        |
| 9      | Portugal             | 1984     | 2024     | Champion (1 fois)        |
| 8      | Tchéquie             | 1996     | 2024     | Finaliste                |
| 7      | Belgique             | 1972     | 2024     | Finaliste                |
| 7      | Suède                | 1992     | 2021     | Demi-finaliste           |
| 7      | Croatie              | 1996     | 2024     | Quart de finaliste       |
| 6      | Union soviétique     | 1960     | 1992     | Champion (1 fois)        |
| 6      | Russie               | 1996     | 2021     | Demi-finaliste           |
| 6      | Turquie              | 1996     | 2024     | Demi-finaliste           |
| 6      | Roumanie             | 1984     | 2024     | Quart de finaliste       |
| 6      | Suisse               | 1996     | 2024     | Quart de finaliste       |
| 5      | Yougoslavie          | 1960     | 2000     | Finaliste                |
| 5      | Hongrie              | 1964     | 2024     | Demi-finaliste           |
| 5      | Pologne              | 2008     | 2024     | Quart de finaliste       |
| 4      | Grèce                | 1980     | 2012     | Champion (1 fois)        |
| 4      | Autriche             | 2008     | 2024     | Quart de finaliste       |
| 4      | Écosse               | 1992     | 2024     | Quart de finaliste       |
| 4      | Ukraine              | 2012     | 2024     | Quart de finaliste       |
| 4      | République d'Irlande | 1988     | 2016     | Quart de finaliste       |
| 3      | Tchécoslovaquie      | 1960     | 1980     | Champion (1 fois)        |
| 3      | Slovaquie            | 2016     | 2024     | 2e tour (1/8e de finale) |
| 2      | Pays de Galles       | 2016     | 2021     | Demi-finaliste           |
| 2      | Bulgarie             | 1996     | 2004     | Quart de finaliste       |
| 2      | Slovénie             | 2000     | 2024     | 2e tour (1/8e de finale) |
| 2      | Albanie              | 2016     | 2024     | 1er tour                 |
| 1      | Islande              | 2016     | 2016     | Quart de finaliste       |
| 1      | Irlande du Nord      | 2016     | 2016     | 2e tour (1/8e de finale) |
| 1      | Géorgie              | 2024     | 2024     | 2e tour (1/8e de finale) |
| 1      | Norvège              | 2000     | 2000     | 1er tour                 |
| 1      | Lettonie             | 2004     | 2004     | 1er tour                 |
| 1      | Finlande             | 2021     | 2021     | 1er tour                 |
| 1      | Macédoine du Nord    | 2021     | 2021     | 1er tour                 |
| 1      | Serbie               | 2024     | 2024     | 1er tour                 |

### Équipes jamais qualifiées
| UEFA               |
| ------------------ |
| Andorre            |
| Arménie            |
| Azerbaïdjan        |
| Biélorussie        |
| Bosnie-Herzégovine |
| Chypre             |
| Estonie            |
| Gibraltar          |
| Îles Féroé         |
| Israël             |
| Kazakhstan         |
| Kosovo             |
| Liechtenstein      |
| Lituanie           |
| Luxembourg         |
| Malte              |
| Moldavie           |
| Monténégro         |
| Saint-Marin        |

### Records
| Record                                 | Nombre | Équipe                     | Note |
| -------------------------------------- | ------ | -------------------------- | --- |
| Phases finales                         | 14     | Allemagne                  | De 1972 à 2024                                                                                                  |
| Titres                                 | 4      | Espagne                    | 1964, 2008, 2012 et 2024                                                                                        |
| Titres consécutifs                     | 2      | Espagne                    | 2008 et 2012 |
| Finales                                | 6      | Allemagne                  | 1972, 1976, 1980, 1992, 1996 et 2008                                                                            |
| Finales consécutives                   | 3      | Allemagne de l'Ouest       | 1972, 1976 et 1980                                                                                              |
| Finales perdues                        | 3      | Allemagne Union soviétique | 1976, 1992 et 2008 1964, 1972 et 1988                                                                           |
| Finales perdues pour un pays non titré | 2      | Yougoslavie                | 1960 et 1968 |
| Finales consécutives perdues           | 2      | Angleterre                 | 2021 et 2024 |
| Demi-finales                           | 9      | Allemagne                  | 1972, 1976, 1980, 1988, 1992, 1996, 2008, 2012 et 2016                                                          |
| Demi-finales consécutives              | 4      | Union soviétique           | 1960, 1964, 1968 et 1972                                                                                        |
| Matchs joués                           | 55     | Allemagne                  | |
| Matchs gagnés                          | 29     | Allemagne                  | |
| Pourcentage de victoires               | 52,7 % | Allemagne                  | |
| Matchs consécutifs gagnés              | 7      | Espagne                    | Entre 2024 (3-0 contre la Croatie) et 2024 (2-1 contre l'Angleterre) : tous les matchs de la compétition gagnés |
| Matchs consécutifs sans défaite        | 14     | Espagne                    | Entre 2008 (4-1 contre la Russie) et 2016 (3-0 contre la Turquie).                                              |
| Défaites                               | 17     | Danemark                   | |
| Buts marqués                           | 85     | Allemagne                  | |
| Buts encaissés                         | 56     | Allemagne                  | |
| Rencontre la plus jouée                | 8 fois | Italie contre Espagne      | 1980, 1988, 2008, 2012 (deux fois), 2016, 2021 et 2024                                                          |

### Records sur une seule édition
| Record                                                | Nombre | Équipe                                             | Année               |
| ----------------------------------------------------- | ------ | -------------------------------------------------- | ------------------- |
| Plus grand nombre de matchs gagnés                    | 7      | Espagne                                            | 2024 (sur 7 matchs) |
| Plus de buts marqués                                  | 15     | Espagne                                            | 2024                |
| Moins de buts encaissés (3 matchs joués au minimum)   | 1      | Italie Norvège Espagne                             | 1968 1980 2000 2012 |
| Plus de buts encaissés                                | 13     | Yougoslavie                                        | 2000                |
| Meilleure différence de but                           | +11    | Espagne                                            | 2012                |
| Moins bonne différence de but                         | -8     | Yougoslavie Danemark Bulgarie République d'Irlande | 1984 2000 2004 2012 |
| Plus de buts marqués par le champion                  | 14     | France                                             | 1984                |
| Moins de buts marqués par le champion (depuis 1980)   | 6      | Allemagne de l'Ouest Danemark                      | 1980 1992           |
| Moins de buts encaissés par le champion (depuis 1980) | 1      | Espagne                                            | 2012                |
| Plus de buts encaissés par le champion                | 7      | France                                             | 2000                |

### Par pays organisateur
Trois sélections ont remporté l'édition que leur pays organisait : l’Espagne en 1964, l'Italie en 1968 et la France en 1984.
| Équipe                      | Performance         | J | G | N | P | %G  | Bp | Bc | Diff | Buts/M. |
| --------------------------- | ------------------- | - | - | - | - | --- | -- | -- | ---- | ------- |
| France (1984)               | Champion            | 5 | 5 | 0 | 0 | 100 | 14 | 4  | 10   | 2,8     |
| Espagne (1964)              | Champion            | 2 | 2 | 0 | 0 | 100 | 4  | 2  | 2    | 2       |
| Italie (1968)               | Champion            | 3 | 1 | 2 | 0 | 33  | 3  | 1  | 2    | 1       |
| France (2016)               | Finaliste           | 7 | 5 | 1 | 1 | 71  | 13 | 5  | 8    | 1,9     |
| Portugal (2004)             | Finaliste           | 6 | 3 | 1 | 2 | 50  | 8  | 6  | 2    | 1,3     |
| Belgique (1972)             | Demi-finaliste (3e) | 2 | 1 | 0 | 1 | 50  | 3  | 3  | 0    | 1,5     |
| Pays-Bas (2000)             | Demi-finaliste      | 5 | 4 | 1 | 0 | 80  | 13 | 3  | 10   | 2,6     |
| Allemagne de l'Ouest (1988) | Demi-finaliste      | 4 | 2 | 1 | 1 | 50  | 6  | 3  | 3    | 1,5     |
| Suède (1992)                | Demi-finaliste      | 4 | 2 | 1 | 1 | 50  | 6  | 5  | 1    | 1,5     |
| Angleterre (1996)           | Demi-finaliste      | 5 | 2 | 3 | 0 | 40  | 8  | 3  | 5    | 1,6     |
| Italie (1980)               | Demi-finaliste (4e) | 4 | 1 | 3 | 0 | 25  | 2  | 1  | 1    | 0,5     |
| Yougoslavie (1976)          | Demi-finaliste (4e) | 2 | 0 | 0 | 2 | 0   | 4  | 7  | -3   | 2       |
| France (1960)               | Demi-finaliste (4e) | 2 | 0 | 0 | 2 | 0   | 4  | 7  | -3   | 2       |
| Allemagne (2024)            | Quart de finaliste  | 5 | 3 | 1 | 1 | 60  | 11 | 4  | 7    | 2,2     |
| Suisse (2008)               | Phase de groupes    | 3 | 1 | 0 | 2 | 33  | 3  | 3  | 0    | 1       |
| Ukraine (2012)              | Phase de groupes    | 3 | 1 | 0 | 2 | 33  | 2  | 4  | -2   | 0,7     |
| Belgique (2000)             | Phase de groupes    | 3 | 1 | 0 | 2 | 33  | 2  | 5  | -3   | 0,7     |
| Pologne (2012)              | Phase de groupes    | 3 | 0 | 2 | 1 | 0   | 2  | 3  | -1   | 0,7     |
| Autriche (2008)             | Phase de groupes    | 3 | 0 | 1 | 2 | 0   | 1  | 3  | -2   | 0,3     |

### Matchs
| Record                                                                   | Nombre | Vainqueur            | Adversaire           | Note                   |
| ------------------------------------------------------------------------ | ------ | -------------------- | -------------------- | ---------------------- |
| Buts en un match                                                         | 9      | Yougoslavie          | France               | 1960, 5-4              |
| Buts en finale                                                           | 4      | Tchécoslovaquie      | Allemagne de l'Ouest | 1976, 2-2              |
| Buts en finale                                                           | 4      | Espagne              | Italie               | 2012, 4-0              |
| Buts en demi-finale                                                      | 9      | Yougoslavie          | France               | 1960, 5-4              |
| Buts dans un match par une équipe                                        | 6      | Pays-Bas             | RF Yougoslavie       | 2000, 6-1              |
| Buts en finale par une équipe                                            | 4      | Espagne              | Italie               | 2012, 4-0              |
| Buts dans une demi-finale par une équipe                                 | 5      | Yougoslavie          | France               | 1960, 5-4              |
| Buts sur une période par une équipe                                      | 4      | Yougoslavie          | France               | 1960, 5-4              |
| Buts sur une période par une équipe                                      | 4      | Pays-Bas             | RF Yougoslavie       | 2000, 6-1              |
| Buts sur une période par une équipe                                      | 4      | Suède                | Bulgarie             | 2004, 5-0              |
| Écart de buts                                                            | 5      | France               | Belgique             | 1984, 5-0              |
| Écart de buts                                                            | 5      | Danemark             | Yougoslavie          | 1984, 5-0              |
| Écart de buts                                                            | 5      | Pays-Bas             | RF Yougoslavie       | 2000, 6-1              |
| Écart de buts                                                            | 5      | Suède                | Bulgarie             | 2004, 5-0              |
| Écart de buts en finale                                                  | 4      | Espagne              | Italie               | 2012, 4-0              |
| Écart de buts dans une demi-finale                                       | 3      | Union soviétique     | Tchécoslovaquie      | 1960, 3-0              |
| Écart de buts dans une demi-finale                                       | 3      | Union soviétique     | Danemark             | 1964, 3-0              |
| Écart de buts dans une demi-finale                                       | 3      | Espagne              | Russie               | 2008, 3-0              |
| Match nul avec le plus de buts                                           | 6      | Tchéquie             | Russie               | 1996, 3-3              |
| Match nul avec le plus de buts                                           | 6      | Slovénie             | RF Yougoslavie       | 2000, 3-3              |
| Match nul avec le plus de buts                                           | 6      | Portugal             | Hongrie              | 2016, 3-3              |
| Match nul avec le plus de buts                                           | 6      | France               | Suisse               | 2021, 3-3              |
| Plus large écart négatif avant match gagné                               | 2      | Yougoslavie          | France               | 1960, 1-3 et 2-4 à 5-4 |
| Plus large écart négatif avant match gagné                               | 2      | Allemagne de l'Ouest | Yougoslavie          | 1976, 0-2 à 4-2 a.p    |
| Plus large écart négatif avant match gagné                               | 2      | Danemark             | Belgique             | 1984, 0-2 à 3-2        |
| Plus large écart négatif avant match gagné                               | 2      | Portugal             | Angleterre           | 2000, 0-2 à 3-2        |
| Plus large écart négatif avant match gagné                               | 2      | Tchéquie             | Pays-Bas             | 2004, 0-2 à 3-2        |
| Plus large écart négatif avant match gagné                               | 2      | Turquie              | Tchéquie             | 2008, 0-2 à 3-2        |
| Buts dans une prolongation                                               | 3      | France               | Portugal             | 1984, 1-1 à 3-2        |
| Buteurs différents en un match                                           | 7      | Yougoslavie          | France               | 1960, 5-4              |
| Buteurs différents en un match par une équipe                            | 4      | Yougoslavie          | France               | 1960, 5-4              |
| Buteurs différents en un match par une équipe                            | 4      | Danemark             | Yougoslavie          | 1984, 5-0              |
| Buteurs différents en un match par une équipe                            | 4      | Suède                | Bulgarie             | 2004, 5-0              |
| Buteurs différents en un match par une équipe                            | 4      | Allemagne            | Grèce                | 2012, 4-2              |
| Buteurs différents en un match par une équipe                            | 4      | Espagne              | Italie               | 2012, 4-0              |
| Buteurs différents en un match par une équipe                            | 4      | Belgique             | Hongrie              | 2016, 4-0              |
| Buteurs différents en un match par une équipe                            | 4      | France               | Islande              | 2016, 5-2              |
| Plus grand nombre de buts marqués par le perdant                         | 4      | Yougoslavie          | France               | 1960, 5-4              |
| Plus grand nombre de buts encaissés en un match par le pays organisateur | 5      | Yougoslavie          | France               | 1960, 5-4              |
| Plus grand écart de buts en défaveur du pays organisateur                | 2      | Tchécoslovaquie      | France               | 1960, 2-0              |
| Plus grand écart de buts en défaveur du pays organisateur                | 2      | Allemagne de l'Ouest | Yougoslavie          | 1976, 4-2 a.p          |
| Plus grand écart de buts en défaveur du pays organisateur                | 2      | Italie               | Belgique             | 2000, 2-0              |
| Plus grand écart de buts en défaveur du pays organisateur                | 2      | Turquie              | Belgique             | 2000, 2-0              |
| Plus grand écart de buts en défaveur du pays organisateur                | 2      | France               | Ukraine              | 2012, 2-0              |
| Plus grand nombre de buts en faveur du pays organisateur                 | 6      | Pays-Bas             | RF Yougoslavie       | 2000, 6-1              |

En qualifications, le plus grand écart de buts enregistré date de la victoire de la France sur Gibraltar le 18 novembre 2023 (14-0).

#### Meilleures attaques
| Rang | Buts             | Equipe   | Année                      |
| ---- | ---------------- | -------- | -------------------------- |
| 1    | 15 (en 7 matchs) | Espagne  | Euro 2024 (Vainqueur)      |
| 2    | 14 (en 5 matchs) | France   | Euro 1984 (Vainqueur)      |
| 3    | 13 (en 5 matchs) | Pays-Bas | Euro 2000 (Demi-finaliste) |
| 3    | 13 (en 6 matchs) | France   | Euro 2000 (Vainqueur)      |
| 3    | 13 (en 7 matchs) | France   | Euro 2016 (Finaliste)      |
| 3    | 13 (en 7 matchs) | Italie   | Euro 2020 (Vainqueur)      |
| 3    | 13 (en 6 matchs) | Espagne  | Euro 2020 (Demi-finaliste) |

## Statistiques individuelles

### Meilleurs buteurs de chaque phase finale
| Année | Buteurs                                                                                          | Nombre de buts |
| ----- | ------------------------------------------------------------------------------------------------ | -------------- |
| 1960  | François Heutte Valentin Ivanov Viktor Ponedelnik Milan Galić Drazan Jerkovic                    | 2 buts         |
| 1964  | Jesús María Pereda Deszö Novak Ferenc Bene                                                       | 2 buts         |
| 1968  | Dragan Džajić                                                                                    | 2 buts         |
| 1972  | Gerd Müller                                                                                      | 4 buts         |
| 1976  | Dieter Müller                                                                                    | 4 buts         |
| 1980  | Klaus Allofs                                                                                     | 3 buts         |
| 1984  | Michel Platini                                                                                   | 9 buts         |
| 1988  | Marco van Basten                                                                                 | 5 buts         |
| 1992  | Denis Bergkamp Tomas Brolin Karl-Heinz Riedle                                                    | 3 buts         |
| 1996  | Alan Shearer                                                                                     | 5 buts         |
| 2000  | Patrick Kluivert Savo Milosevic                                                                  | 5 buts         |
| 2004  | Milan Baroš                                                                                      | 5 buts         |
| 2008  | David Villa                                                                                      | 4 buts         |
| 2012  | Fernando Torres (1er) Mario Balotelli Alan Dzagoev Mario Gómez Mario Mandžukić Cristiano Ronaldo | 3 buts         |
| 2016  | Antoine Griezmann                                                                                | 6 buts         |
| 2021  | Cristiano Ronaldo (1er) Patrik Schick                                                            | 5 buts         |
| 2024  | Cody Gakpo Harry Kane Georges Mikautadze Jamal Musiala Dani Olmo Ivan Schranz                    | 3 buts         |

Un titre de meilleur buteur est décerné lors de chaque phase finale de l'Euro. Il était moins significatif entre 1960 et 1976 étant donné que les nations qualifiées disputaient normalement seulement deux matchs en phase finale, mais cela n'a pas empêché plusieurs buteurs d'inscrire leur nom au palmarès, comme les Allemands Gerd Müller (1972) et Dieter Müller (1976), les Yougoslaves Drazan Jerkovic (1960) et Dragan Dzadic (1968), le Soviétique Valentin Ivanov (1960) ou encore le Hongrois Ferenc Bene (1964).
À partir de l'Euro 1980 et le doublement du nombre de participants en phase finale, les équipes jouent plus de matchs (cinq pour les finalistes), ce qui permet au titre de meilleur buteur de gagner en importance. En 1980, un autre Allemand inscrit son nom : Klaus Allofs, avec trois buts. Lors de l'Euro 1984, le Français Michel Platini bat le record pour s'emparer du titre avec neuf buts (record actuel) en cinq matchs. En 1988, le Néerlandais Marco van Basten permet à son équipe de remporter le titre avec ses cinq buts. En 1992, quatre joueurs arrivent à égalité avec trois buts chacun : Denis Bergkamp, Tomas Brolin, Henrik Larsen et Karl-Heinz Riedle.
En 1996, la phase finale est élargie à seize équipes. Les deux nations qui parviennent jusqu'en finale disputent ainsi six matchs au total. L'Anglais Alan Shearer s'empare du titre avec cinq buts (en cinq matchs). À l'Euro 2000, le Yougoslave Savo Milosevic et le Néerlandais Patrick Kluivert avec cinq buts décrochent ce trophée. En 2004, c'est le Tchèque Milan Baroš qui termine meilleur buteur, une fois encore avec cinq buts.
Le meilleur buteur de l'Euro 2008 est l'Espagnol David Villa avec quatre buts.
Plusieurs joueurs ont réussi un triplé en phase finale : Dieter Müller contre la Yougoslavie en 1976, Klaus Allofs contre les Pays-Bas en 1980, Michel Platini contre la Yougoslavie et la Belgique en 1984, Marco van Basten contre l'Angleterre en 1988, Patrick Kluivert contre la Yougoslavie en 2000, Sergio Conceição contre l'Allemagne en 2000 et David Villa contre la Russie en 2008.
En 2012, Fernando Torres remporte le titre de meilleur buteur, totalisant 3 buts comme Mario Gómez, Mario Balotelli, Cristiano Ronaldo, Mario Mandžukić et Alan Dzagoev. Torres obtient cette distinction à la faveur du nombre de passes décisives effectuées et de son temps de jeu moindre par rapport aux autres meilleurs buteurs à égalité.
En 2016, Antoine Griezmann inscrit 6 buts en 6 matches et termine meilleur buteur.
En 2021, Cristiano Ronaldo remporte le titre de meilleur buteur de la compétition en marquant 5 buts en 4 matchs. Il se distingue de Patrik Schick, également 5 fois buteur, car il a réalisé une passe décisive supplémentaire.

### Meilleurs buteurs, toutes phases finales confondues
| Buts | Joueurs             | Équipe         | Détail par édition                                    |
| ---- | ------------------- | -------------- | ----------------------------------------------------- |
| 14   | Cristiano Ronaldo   | Portugal       | 2 en 2004, 1 en 2008, 3 en 2012, 3 en 2016, 5 en 2021 |
| 9    | Michel Platini ,    | France         | 9 en 1984                                             |
| 7    | Alan Shearer        | Angleterre     | 5 en 1996, 2 en 2000                                  |
| 7    | Antoine Griezmann   | France         | 6 en 2016, 1 en 2021                                  |
| 7    | Álvaro Morata       | Espagne        | 3 en 2016, 3 en 2021, 1 en 2024                       |
| 6    | Patrick Kluivert    | Pays-Bas       | 1 en 1996, 5 en 2000                                  |
| 6    | Nuno Gomes          | Portugal       | 4 en 2000, 1 en 2004, 1 en 2008                       |
| 6    | Thierry Henry       | France         | 3 en 2000, 2 en 2004, 1 en 2008                       |
| 6    | Ruud van Nistelrooy | Pays-Bas       | 4 en 2004, 2 en 2008                                  |
| 6    | Zlatan Ibrahimović  | Suède          | 2 en 2004, 2 en 2008, 2 en 2012                       |
| 6    | Romelu Lukaku       | Belgique       | 2 en 2016, 4 en 2021                                  |
| 5    | Marco van Basten    | Pays-Bas       | 5 en 1988                                             |
| 5    | Jürgen Klinsmann    | Allemagne      | 1 en 1988, 1 en 1992, 3 en 1996                       |
| 5    | Savo Milošević      | RF Yougoslavie | 5 en 2000                                             |
| 5    | Zinédine Zidane     | France         | 2 en 2000, 3 en 2004                                  |
| 5    | Milan Baroš         | Tchéquie       | 5 en 2004                                             |
| 5    | Fernando Torres     | Espagne        | 2 en 2008, 3 en 2012                                  |
| 5    | Mario Gómez         | Allemagne      | 3 en 2012, 2 en 2016                                  |
| 5    | Robert Lewandowski  | Pologne        | 1 en 2012, 1 en 2016, 3 en 2021                       |

Le nombre de buts en gras : meilleur buteur du tournoi.
L'année en gras : champion d'Europe avec son équipe.

#### Buts en un match
| Buts | Joueur           | Équipe               | Score final | Adversaire     | Année |
| ---- | ---------------- | -------------------- | ----------- | -------------- | ----- |
| 3    | Dieter Müller    | Allemagne de l'Ouest | 4-2         | Yougoslavie    | 1976  |
| 3    | Klaus Allofs     | Allemagne de l'Ouest | 3-2         | Pays-Bas       | 1980  |
| 3    | Michel Platini   | France               | 5-0         | Belgique       | 1984  |
| 3    | Michel Platini   | France               | 3-2         | Yougoslavie    | 1984  |
| 3    | Marco van Basten | Pays-Bas             | 3-1         | Angleterre     | 1988  |
| 3    | Sérgio Conceição | Portugal             | 3-0         | Allemagne      | 2000  |
| 3    | Patrick Kluivert | Pays-Bas             | 6-1         | RF Yougoslavie | 2000  |
| 3    | David Villa      | Espagne              | 4-1         | Russie         | 2008  |

Les joueurs en gras : meilleur buteur du tournoi.
L'année en gras : champion d'Europe avec son équipe.

#### Buts en finale
| Buts    | Joueur          | Équipe               | Année | Adversaire       |
| ------- | --------------- | -------------------- | ----- | ---------------- |
| 2       | Gerd Müller     | Allemagne de l'Ouest | 1972  | Union soviétique |
| 2       | Horst Hrubesch  | Allemagne de l'Ouest | 1980  | Belgique         |
| 2       | Oliver Bierhoff | Allemagne            | 1996  | Tchéquie         |
| 2 (1+1) | Fernando Torres | Espagne              | 2008  | Allemagne        |
| 2 (1+1) | Fernando Torres | Espagne              | 2012  | Italie           |

L'année en gras : champion d'Europe avec son équipe.
- Fernando Torres est le seul joueur à avoir marqué lors de deux finales de Championnat d'Europe

### Records individuels
| Record                             | Nombre | Joueur | Équipe                       | Note                                   |
| ---------------------------------- | ------ | --- | ---------------------------- | -------------------------------------- |
| Participations                     | 6      | Cristiano Ronaldo | Portugal                     | 2004 à 2024                            |
| Titres                             | 2      | Rainer Bonhof Xabi Alonso Iker Casillas Cesc Fàbregas Andrés Iniesta Sergio Ramos David Silva Fernando Torres Xavi Raúl Albiol Álvaro Arbeloa Santi Cazorla Pepe Reina Jesus Navas | Allemagne de l'Ouest Espagne | 1972 et 1980 2008 et 2012 2012 et 2024 |
| Finales consécutives               | 3      | Rainer Bonhof | Allemagne de l'Ouest         | 1972 à 1980                            |
| Matchs joués                       | 26     | Cristiano Ronaldo | Portugal                     | 2004 à 2024                            |
| Matchs joués en tant que capitaine | 17     | Cristiano Ronaldo | Portugal                     | 2004 à 2024                            |
| Minutes jouées                     | 2153   | Cristiano Ronaldo | Portugal                     | 2004 à 2024                            |
| Matchs gagnés                      | 12     | Cristiano Ronaldo | Portugal                     | 2004 à 2024                            |

### Âge
|                 | Âge                 | Joueur       | Équipe  | Adversaire | Année |
| --------------- | ------------------- | ------------ | ------- | ---------- | ----- |
| En phase finale | 16 ans et 338 jours | Lamine Yamal | Espagne | Croatie    | 2024  |
| En finale       | 17 ans et 1 jour    | Lamine Yamal | Espagne | Angleterre | 2024  |
| Vainqueur       | 17 ans et 1 jours   | Lamine Yamal | Espagne | Angleterre | 2024  |

|                                  | Âge                 | Joueur           | Équipe    | Adversaire       | Année |
| -------------------------------- | ------------------- | ---------------- | --------- | ---------------- | ----- |
| En phase finale                  | 41 ans et 121 jours | Pepe             | Portugal  | France           | 2024  |
| En finale                        | 38 ans et 232 jours | Jens Lehmann     | Allemagne | Espagne          | 2008  |
| Vainqueur (en jouant la finale)  | 37 ans et 23 jours  | Arnold Mühren    | Pays-Bas  | Union soviétique | 1988  |
| Vainqueur (sans jouer la finale) | 38 ans et 53 jours  | Ricardo Carvalho | Portugal  | France           | 2016  |

|                 | Âge                 | Joueur       | Équipe  | Adversaire | Année |
| --------------- | ------------------- | ------------ | ------- | ---------- | ----- |
| En phase finale | 16 ans et 362 jours | Lamine Yamal | Espagne | France     | 2024  |

|                 | Âge                 | Joueur           | Équipe               | Adversaire      | Année |
| --------------- | ------------------- | ---------------- | -------------------- | --------------- | ----- |
| En phase finale | 38 ans et 289 jours | Luka Modrić      | Croatie              | Italie          | 2024  |
| En finale       | 30 ans et 103 jours | Bernd Hölzenbein | Allemagne de l'Ouest | Tchécoslovaquie | 1976  |

### Sélectionneurs vainqueurs
| Année | Sélectionneur          | Champion             |
| ----- | ---------------------- | -------------------- |
| 1960  | Gavriil Kachalin       | Union soviétique     |
| 1964  | José Villalonga        | Espagne              |
| 1968  | Ferruccio Valcareggi   | Italie               |
| 1972  | Helmut Schön           | Allemagne de l'Ouest |
| 1976  | Václav Ježek           | Tchécoslovaquie      |
| 1980  | Jupp Derwall           | Allemagne de l'Ouest |
| 1984  | Michel Hidalgo         | France               |
| 1988  | Rinus Michels          | Pays-Bas             |
| 1992  | Richard Møller Nielsen | Danemark             |
| 1996  | Berti Vogts            | Allemagne            |
| 2000  | Roger Lemerre          | France               |
| 2004  | Otto Rehhagel          | Grèce                |
| 2008  | Luis Aragonés          | Espagne              |
| 2012  | Vicente del Bosque     | Espagne              |
| 2016  | Fernando Santos        | Portugal             |
| 2021  | Roberto Mancini        | Italie               |
| 2024  | Luis de la Fuente      | Espagne              |

## Buts

### Buts les plus rapides
| Temps en secondes | Joueur                | Équipe               | Score final     | Adversaire | Année | Coup d'envoi         |
| ----------------- | --------------------- | -------------------- | --------------- | ---------- | ----- | -------------------- |
| 23                | Nedim Bajrami         | Albanie              | 1-2             | Italie     | 2024  | Albanie              |
| 68                | Dmitri Kirichenko     | Russie               | 2-1             | Grèce      | 2004  | Russie               |
| 73                | Youri Tielemans       | Belgique             | 2-0             | Roumanie   | 2024  | Belgique             |
| 82                | Emil Forsberg         | Suède                | 3-2             | Pologne    | 2021  | Suède                |
| 91                | Khvicha Kvaratskhelia | Géorgie              | 2-0             | Portugal   | 2024  | Portugal             |
| 99                | Yussuf Poulsen        | Danemark             | 1-2             | Belgique   | 2021  | Danemark             |
| 100               | Robert Lewandowski    | Pologne              | 1-1ap (3-5 tab) | Portugal   | 2016  | Angleterre           |
| 116               | Luke Shaw             | Angleterre           | 1-1ap (2-3 tab) | Italie     | 2021  | Angleterre           |
| 119               | Robbie Brady          | République d'Irlande | 1-2             | France     | 2016  | République d'Irlande |
| 127               | Serguei Aleinikov     | Union soviétique     | 3-1             | Angleterre | 1988  | -                    |
| 134               | Petr Jiracek          | Tchéquie             | 2-1             | Grèce      | 2012  | -                    |

### Moyenne de buts par match
| Pays organisateurs   | Année | Nombre de matchs | Nombre de buts | Moyenne de buts par match | Nombre de matchs sans but marqué (0-0) | Nombre de matchs avec au moins 6 buts marqués |
| -------------------- | ----- | ---------------- | -------------- | ------------------------- | -------------------------------------- | --------------------------------------------- |
| France               | 1960  | 4 matchs         | 17 buts        | 4,25 buts / match         | 0                                      | 1                                             |
| Espagne              | 1964  | 4 matchs         | 13 buts        | 3,25 buts / match         | 0                                      | 0                                             |
| Italie               | 1968  | 5 matchs         | 7 buts         | 1,40 but / match          | 1                                      | 0                                             |
| Belgique             | 1972  | 4 matchs         | 10 buts        | 2,50 buts / match         | 0                                      | 0                                             |
| Yougoslavie          | 1976  | 4 matchs         | 19 buts        | 4,75 buts / match         | 0                                      | 1                                             |
| Italie               | 1980  | 14 matchs        | 27 buts        | 1,93 but / match          | 3                                      | 0                                             |
| France               | 1984  | 15 matchs        | 41 buts        | 2,73 buts / match         | 1                                      | 0                                             |
| Allemagne de l'Ouest | 1988  | 15 matchs        | 34 buts        | 2,27 buts / match         | 0                                      | 0                                             |
| Suède                | 1992  | 15 matchs        | 32 buts        | 2,13 buts / match         | 3                                      | 0                                             |
| Angleterre           | 1996  | 31 matchs        | 64 buts        | 2,06 buts / match         | 5                                      | 1                                             |
| Belgique et Pays-Bas | 2000  | 31 matchs        | 85 buts        | 2,74 buts / match         | 3                                      | 3                                             |
| Portugal             | 2004  | 31 matchs        | 77 buts        | 2,48 buts / match         | 4                                      | 1                                             |
| Autriche et Suisse   | 2008  | 31 matchs        | 77 buts        | 2,48 buts / match         | 2                                      | 0                                             |
| Pologne et Ukraine   | 2012  | 31 matchs        | 76 buts        | 2,45 buts / match         | 2                                      | 1                                             |
| France               | 2016  | 51 matchs        | 108 buts       | 2,12 buts / match         | 4                                      | 2                                             |
| Europe               | 2021  | 51 matchs        | 142 buts       | 2,75 buts / match         | 2                                      | 3                                             |
| Allemagne            | 2024  | 49/51 matchs     | 111 buts       | 2,26 buts / match         | 6                                      | 1                                             |
| TOTAL                | TOTAL | 386/388 matchs   | 940 buts       | 2,43 buts / match         | 36 matchs                              | 14 matchs                                     |

### Buts remarquables
| But  | Joueur              | Équipe      | Score final | Adversaire        | Date           | Stade              | Ville         |
| ---- | ------------------- | ----------- | ----------- | ----------------- | -------------- | ------------------ | ------------- |
| 1er  | Milan Galić         | Yougoslavie | 5-4         | France            | 6 juillet 1960 | Parc des Princes   | Paris         |
| 100e | Alain Giresse       | France      | 5-0         | Belgique          | 16 juin 1984   | La Beaujoire       | Nantes        |
| 200e | Kim Vilfort         | Danemark    | 2-0         | Allemagne         | 26 juin 1992   | Ullevi             | Göteborg      |
| 300e | Zlatko Zahovic      | Slovénie    | 1-2         | Espagne           | 18 juin 2000   | Amsterdam ArenA    | Amsterdam     |
| 400e | Thierry Henry       | France      | 3-1         | Suisse            | 21 juin 2004   | Estádio Cidade     | Coimbra       |
| 500e | Xavi                | Espagne     | 3-0         | Russie            | 26 juin 2008   | Stade Ernst Happel | Vienne        |
| 600e | Nani                | Portugal    | 1-1         | Islande           | 14 juin 2016   | Geoffroy-Guichard  | Saint-Étienne |
| 700e | Michael Gregoritsch | Autriche    | 3-1         | Macédoine du Nord | 13 juin 2021   | Arena Națională    | Bucarest      |
| 800e | Haris Seferović     | Suisse      | 3-3         | France            | 29 juin 2021   | Arena Națională    | Bucarest      |
| 900e | Romano Schmid       | Autriche    | 3-2         | Pays-Bas          | 25 juin 2024   | Olympiastadion     | Berlin        |

En gras, les vainqueurs du Championnat d'Europe
Le but de Remo Freuler pour la Suisse contre l'Italie (2-0) le 29 juin 2024 est précédé de 31 passes (dont sept de Xhaka et six de Akanji), le record depuis que les statistiques existent (1980).

## Spectateurs
| Record de spectateurs | Nombre | Match            | Match    | Date         | Stade             | Ville     |
| --------------------- | ------ | ---------------- | -------- | ------------ | ----------------- | --------- |
| Plus forte affluence  | 79 115 | Union soviétique | Espagne  | 21 juin 1964 | Santiago Bernabéu | Madrid    |
| Plus faible affluence | 3 869  | Hongrie          | Danemark | 20 juin 1964 | Camp Nou          | Barcelone |